# Ernest Powieczko
Ernest Powieczko (ur. 7 stycznia 1944 w Bytomiu) – polski piłkarz grający na pozycji pomocnika. Zawodnik górnośląskich klubów.

## Kariera piłkarska
Ernest Powieczko karierę piłkarską rozpoczął na początku lat 60. Pierwsze sukcesy Powieczko zaczął odnosić w barwach Szombierek Bytom. Debiut Powieczki w ekstraklasie miał miejsce w sezonu 1967/1968 w barwach Szombierek Bytom. Ernest Powieczko stanowił o sile linii pomocy Zielonych. W bytomskim zespole występował do 1970 roku. Rozegrał w nim w ekstraklasie ok. 60 meczów i strzelił 11 goli.
W rundzie wiosennej sezonu 1969/1970 Ernest Powieczko był już zawodnikiem Odry Opole, z którą po tym sezonie spadł do II ligi, ale rok później wygrał z Niebiesko-Czerwonymi II ligę i wrócił z nią do ekstraklasy, gdzie w sezonie 1971/1972 z 8 golami był najlepszym strzelcem drużyny. W Odrze Opole grał do 1973 roku, rozegrał w niej ok. 55 meczów i strzelił 9 goli.
Następnie Ernest Powieczko wrócił na Górny Śląsk i został piłkarzem Uranii Kochłowice, w której występował do 1976 roku. Potem przeniósł się lokalnego rywala Uranii – Grunwalda, gdzie był jednym z najlepszych zawodników drużyny (w sezonie 1976/1977 najlepszy strzelec drużyny – 9 goli). W Grunwaldzie Ruda Śląska Ernest Powieczko rozegrał w latach 1976-1979 rozegrał 50 meczów i strzelił 13 goli, po czym zakończył piłkarską karierę.

## Sukcesy

### Odra Opole
- Awans do ekstraklasy: 1971